# Josiane Ubaud
Josiane Ubaud (Josiana Ubaud en occitan selon la norme classique) est une linguiste, lexicographe et botaniste française, d'expression provençale, languedocienne et française, née le 10 mai 1947 à Marseille. 
Elle est l'autrice du Diccionari ortografic, gramatical e morfologic de l'occitan et du Diccionari scientific francés-occitan, deux œuvres  essentielles pour la connaissance de l’occitan moderne. 

## Biographie
Josiane Ubaud a été professeur de mathématiques durant huit ans avant de se consacrer à la lexicographie occitane à partir de 1990. Elle a été responsable, avec Patric Sauzet, du Gidilòc de 1991 à 2003. Elle est aussi formatrice en ethnobotanique à l'IUFM. Elle est intervenue dans de nombreux programmes de radio (Divergence FM et France Culture) pour y parler de botanique. Elle est membre du conseil linguistique du Congrès permanent de la lenga occitana et elle publie des articles d'opinion dans le journal électronique Jornalet.

## Œuvres
- Lexic Provençau de Botanica, IEO 13 (1986)
- Faire de la botanica en occitan, dans Actes de l'UEO, Nîmes (1992).
- La vegetacion mediterranèa, dans Lenga e País no 25 : CRDP de Montpellier, 1992.
- L'ensalada champanèla, les salades sauvages, obratge collectiu, 2e édition, Les Ecologistes de l'Euzière, Prades-le-Lez (1994).
- Lo vèrb Occitan, guida completa de conjugason, avec Patric Sauzet, Édisud (1995)  (ISBN 2-85744-815-5).
- Lei noms occitans d'origina araba dans Aquò d'Aquí (1995).
- Lexicografia occitana dans Lenga e País d'òc no 30, CRDP de Montpellier (1996).
- Des arbres et des hommes Edisud (1997).
- Problèmas de nòrma dans Lenga e País d'òc no 33, CRDP de Montpellier (1998).
- Lo lengadocian/provençau, dialècte(s) de referéncia ? 10 septembre 2011 (en ligne)
- Occitan… e grafia « arcaïca »/Lengas d’òc… e « grafié moudèrno » 10 septembre 2011 (en ligne)
- Pensabèstia ortografic. 26 février 2013. (en ligne)
- Violéncias de lenga, violéncias fachas a la lenga 31 décembre 2013 (en ligne)
- Orrors lexicalas ensenhadas 24 janvier 2014 (en ligne)
- Diccionari ortografic, gramatical e morfologic de l'occitan. Canet-de-Roussillon, Trabucaire. 2011.  (ISBN 978-2-84974-125-2).  Rectifications en ligne (2015)
- Escrichs sus lei femnas, Escrichs de femnas… o pichon lexic illustrat de la misoginia ordinària. Bézièrs: IEO de Lengadòc. 2012.  (ISBN 978-2-85910-506-8).
- Diccionari scientific francés-occitan: matematica-informatica-fisica-tecnologia-quimia (lengadocian e provençau). Le Crès: Nerta edicion. 2014.  (ISBN 978-2-9549771-0-2).
- Usage des mots oc, occitan, Occitanie à travers les âges. 27 mars 2023 (en ligne)
- "De quelques problématiques liées à la phytonymie occitane", Géolinguistique n°21, 2021.
- La ROMÈCA OCCITANOFÒBA, Cònte acide e risolier. L'aucèl libre, 2024.  (ISBN 978-2-917111-83-3).